# Ecótipo

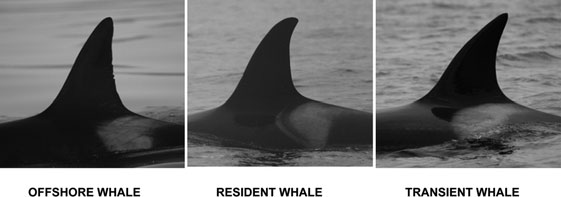
Diferenças morfológicas na barbatana dorsal em Orcinus orca representando diferentes ecótipos.

Dentro de uma espécie, ecótipos são caracterizados como populações que apresentam diferenças genotípicas que proporcionam melhor adaptação aos diferentes habitats onde a espécie possa vir a ser encontrada.  Estas divergências surgem por meio de seleção natural como consequência de pressões seletivas distintas entre as populações separadas (mas não totalmente isoladas) por eventos das mais diversas origens.
Apesar de apresentarem pequenas variações em seu genoma, os diferentes ecótipos são considerados de uma mesma espécie pois o fluxo gênico ainda ocorre e, caso ocorra intercruzamento entre as diferentes populações, as linhagens ainda serão viáveis.
O termo ecótipo foi proposto em 1922 pelo botânico evolucionista sueco Göte Turesson que o definiu como o produto (neste caso, as variações morfológicas) gerado pela resposta genotípica a um habitat específico. Turesson também cunhou o termo ecoespécies para se referir ao conjunto de todos os ecótipos de uma espécie. Um ecótipo, como tal, não tem definição taxonômica formal por se tratar de uma classificação ecológica e não filogenética.
A formação de ecótipos está mais associada a populações de indivíduos de vida séssil, como por exemplo plantas (a primeira descrição lidava com plantas do gênero Atriplex), algas fixas e esponjas. Isso se deve ao fato de que indivíduos sésseis sentem as pressões do ambiente de forma mais intensa do que seres capazes de se mover e para se manterem necessitam estar mais bem adaptados a aquele ambiente.
Existem diversas controvérsias em relação a validade da designação de um ecótipo. As diferentes definições dentro da taxonomia de espécies dificultam ainda mais a criação de um consenso nas definições e nomenclaturas. Por exemplo, termos como subespécie e ecótipo as vezes são usados intercambiavelmente. Há ainda designação de variação clinal e ecótipo, ambos definidos como adaptações relacionadas a variações geográficas.

## Variabilidade Genética em Ecótipos

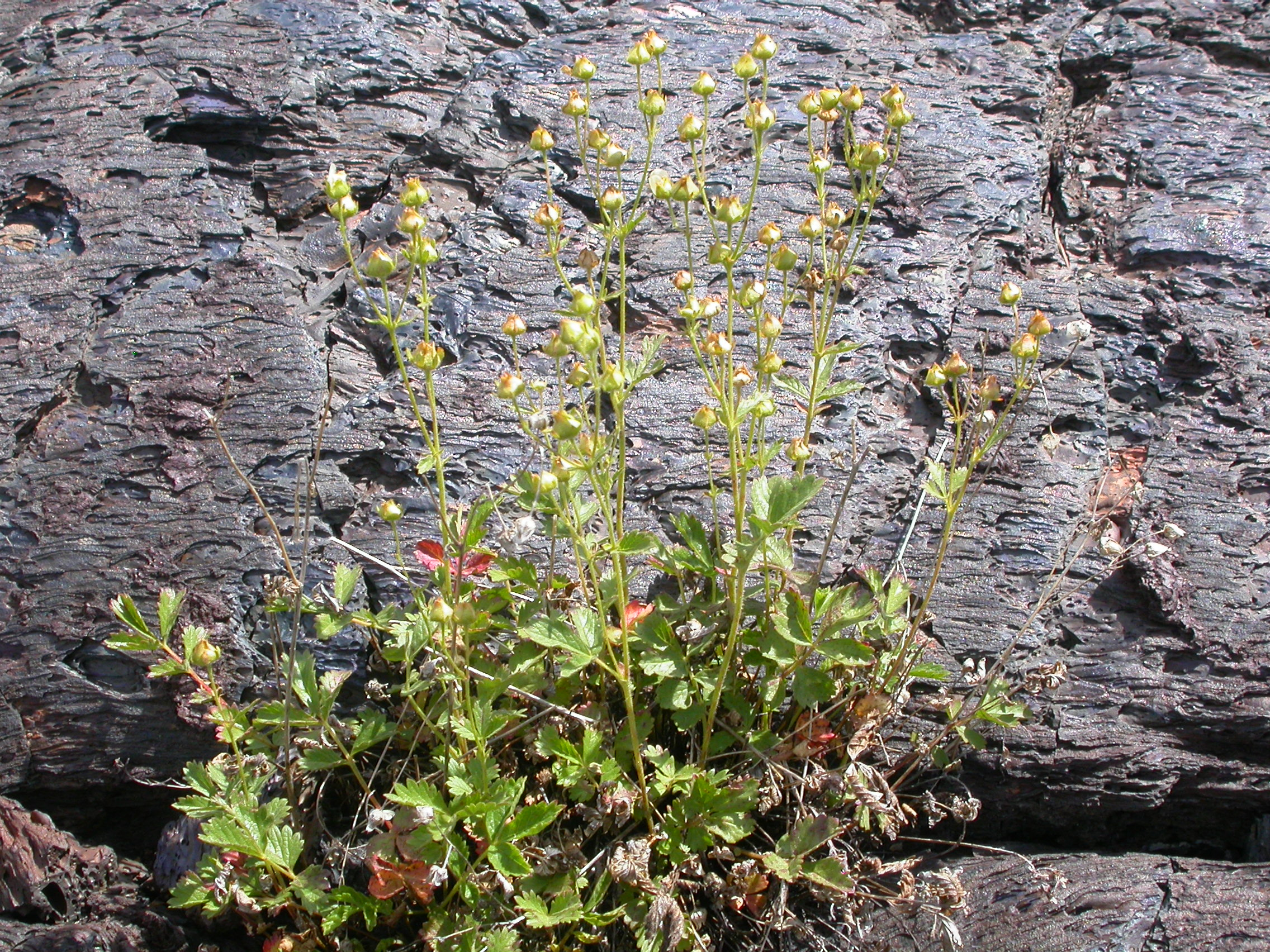
Um dos ecótipos de Potentilla glandulosa.

A variabilidade genética aborda, como um todo, as variações presentes no material genético quando comparam-se diferentes táxons. No caso dos ecótipos, a variação genética implica o conjunto de características que poderão vir a favorecer aquele indivíduo no habitat. Caso a variação seja benéfica e aumente o fitness do indivíduo eventualmente essa variação irá ser fixada na população. Inicialmente, acreditava-se que as diferenças morfológicas seriam a resposta do genótipo a influência do ambiente.
No entanto, como foi demonstrado por Jens Clausen, as diferenças fenotípicas dos ecótipos estão diretamente relacionadas às mudanças no genótipo. Os experimentos de Clausen consistiam em isolar e clonar diferentes ecótipos de Potentilla glandulosa que viviam em diferentes altitudes. Todos os diferentes ecótipos foram cultivados em jardins em diferentes altitudes. Algumas diferenças como cor da flor se mantiveram, independente da altura o que indica uma herança genética. Outras características, como a altura, se alteravam de maneira contínua demonstrando influência do ambiente. Apesar disto, os ecótipos continuaram apresentando divergência morfológica, indicando que as variações eram devido a variações genotípicas. Posteriormente, Jens Clausen demonstrou também que essas variações se tratavam de características poligênicas.
Uma forma de testar se um ecótipo é verdadeiro é por meio de experimentos como o transplante recíproco. O experimente consiste em comparar a performance de crescimento de um indivíduo em seu habitat "original" e a performance de crescimento em um ambiente estranho a ele. Caso seja estatisticamente significante a diferença, pode se deduzir inicialmente que houve diferenciação (experimentos posteriores são necessários para a melhor validação).

## Ecótipos e a Especiação
Os ecótipos podem ou não estar diretamente relacionados à especiação. Ainda há uma grande discussão na tentativa de definir a partir de qual momento uma população se difere tanto da outra geneticamente que possa ser considerada outra espécie. Durante toda a história, defensores de uma especiação contínua e linear sugeriram que, para que uma espécie se diferencie em duas ou mais, várias etapas devem acontecer com o passar do tempo. Uma dessas etapas seriam os ecótipos, que, por proporcionarem o distanciamento entre duas populações faz com que população acumule mutações específicas para cada linhagem. Entretanto, discussões atuais na área sugerem que os ecótipos não influenciam ativamente na especiação, uma vez que alguns desses ecótipos, apesar de estarem separados e apresentarem variação genética maior do que o esperado para uma mesma espécie nunca conseguirão se diferenciar o suficiente para se tornarem espécies distintas, devido a presença do fluxo gênico. A taxa de especiação por etapas é complexa de ser calculada, e muitas vezes pode ser confundida com um simples evento como a variação clinal. Cientistas determinaram recentemente que o planeta está passando pela terceira leva de especiação da história, e isso favorece o surgimento de ecótipos em diversas espécies para que futuramente se tornem subespécies e então espécies, cada uma se adaptando ao seu habitat distinto.

## Ecótipos e a Variação Clinal
Ainda muitas vezes de difícil identificação, a variação clinal assim como os ecótipos é definida por uma variação genotípica em determinada população. Entretanto, nesse caso não existem barreiras entre as populações de uma mesma espécie, permitindo que um indivíduo migre de uma população para outra levando com ele as características adquiridas.
Essas modificações no evento de variação clinal geralmente são responsáveis pela mudança de algum aspecto muito restrito, como na variação da frequência de algum alelo específico. Diferentemente dos ecótipos, que possuem o genoma extremamente diversificado entre as populações e com variações nas frequências dos alelos em muitos locus distintos.
Além disso, é uma particularidade da variação clinal que a variabilidade genética movimente de uma população para outra, evitando assim que ocorra uma alteração muito grande no genótipo desses grupos, o que poderia eventualmente ocasionar em um evento de especiação.

## Exemplos
Os diferentes ecótipos de uma determinada espécie refletem a estreita relação entre o indivíduo e o seu habitat. Essa associação pode levar a caracteres interessantes, como por exemplo, uma espécie de planta onde parte de seus indivíduos cresce muito melhor quando sob o sol em comparação a outro grupo da sua espécie. A seguir apresentaremos alguns desses ecótipos já descritos.

###### Boto-cinza (Sotalia guianensis)

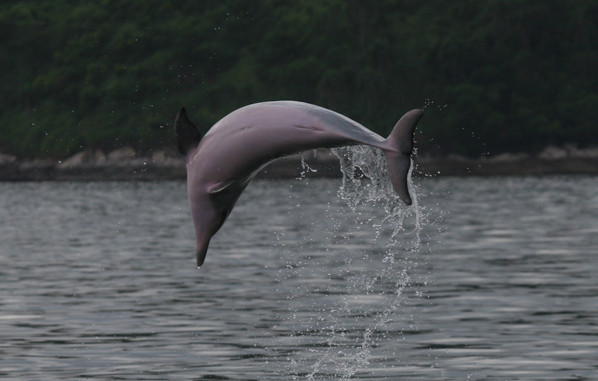
Sotalia guianensis.

O boto-cinza apresenta dois ecótipos bem definidos, sendo um marinho e outro fluvial. O ecótipo marinho ocorre nas regiões costeiras tropicais e subtropicais da América Latina, continuamente entre as regiões do Nicarágua até Santa Catarina. O ecótipo fluvial, que é considerado endêmico nas bacias dos Rios Amazonas e Orinoco pode ser encontrado outras regiões como a Baía Norte em Santa Catarina, Baía de Guanabara no Rio de Janeiro, Baía de Guaratuba no Paraná e também na Baía de Todos os Santos, Bahia.

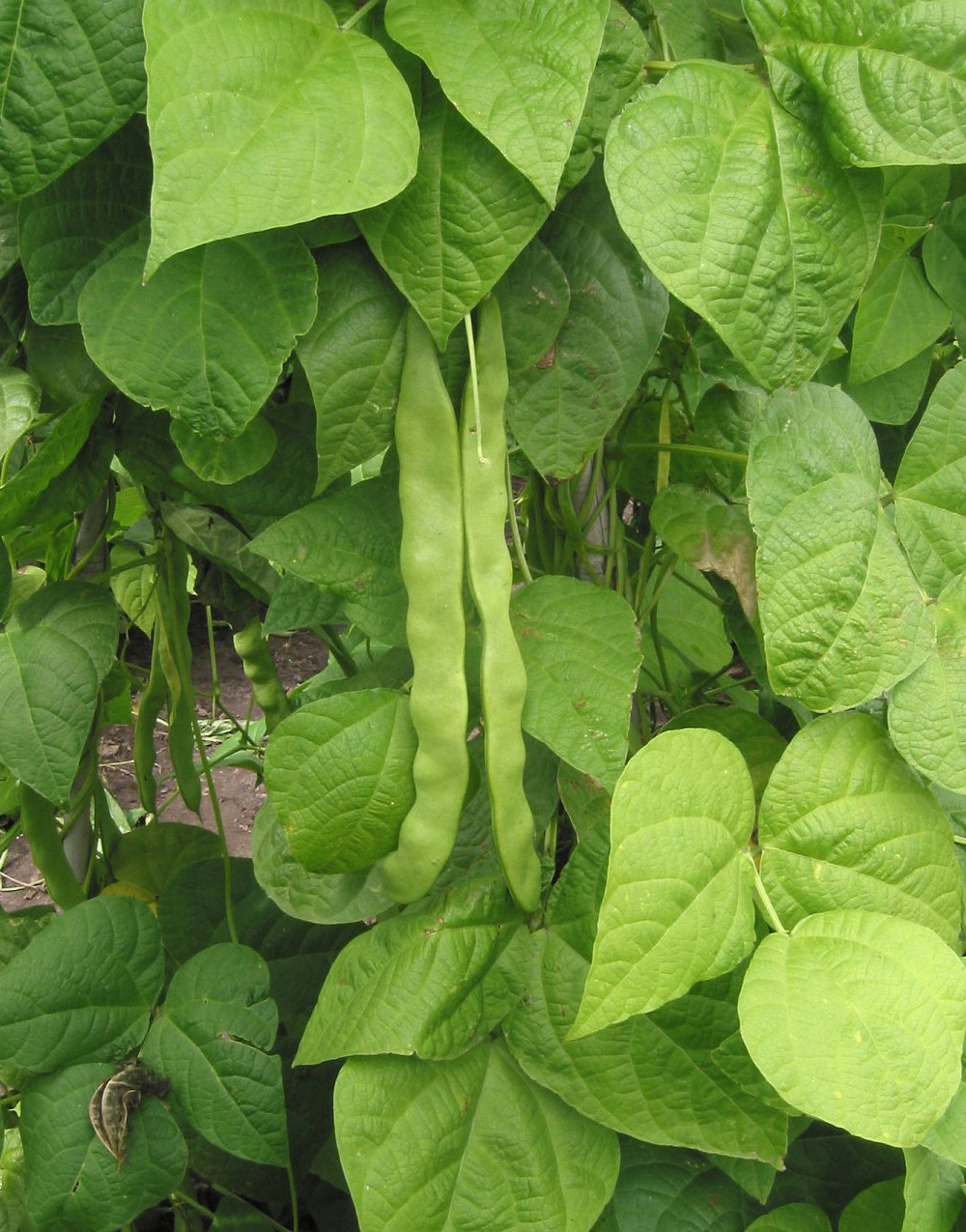
Phaseolus vulgaris.

###### Feijão (Phaseolus vulgarisL.)
Os diferentes ecótipos de feijoeiro cultivados no semiárido expressam variações significativas durante as trocas gasosas e na eficiência instantânea no uso de água, entretanto, não foram encontradas diferenças significativas quanto área foliar, conteúdo de água na folha e eficiência fotossintética. Outro estudo, realizado em populações de feijões na Itália, analisaram a quantidade de produção de flavonoides em três ecótipos diferentes, são eles Sarconi, Lamon e Zolfino del Pratomagno. Os resultados indicaram uma grande divergência na quantidade de produção desses compostos em cada população, o que por sua vez pode indicar diferenças metabólicas na síntese dessas substâncias.

###### Baleias Assassinas (Orcinus orca)
As baleias assassinas apresentam distribuição geográfica quase que global e desempenham importantes papéis ecológicos. As populações que habitam o hemisfério Norte foram bem caracterizadas e cientistas puderam descrever três ecótipos distintos, que apresentam diferenças entre dieta e morfologia. As diferentes dietas variam entre peixes, polvos, focas e até mesmo outros cetáceos. As barbatanas, juntamente com os padrões de cor do indivíduo são características bem marcantes com as quais é possível determinar o ecótipo do indivíduo. Mais estudos estão sendo feitos em busca de melhor caracterizar os ecótipos de Orcinus orca do hemisfério Sul

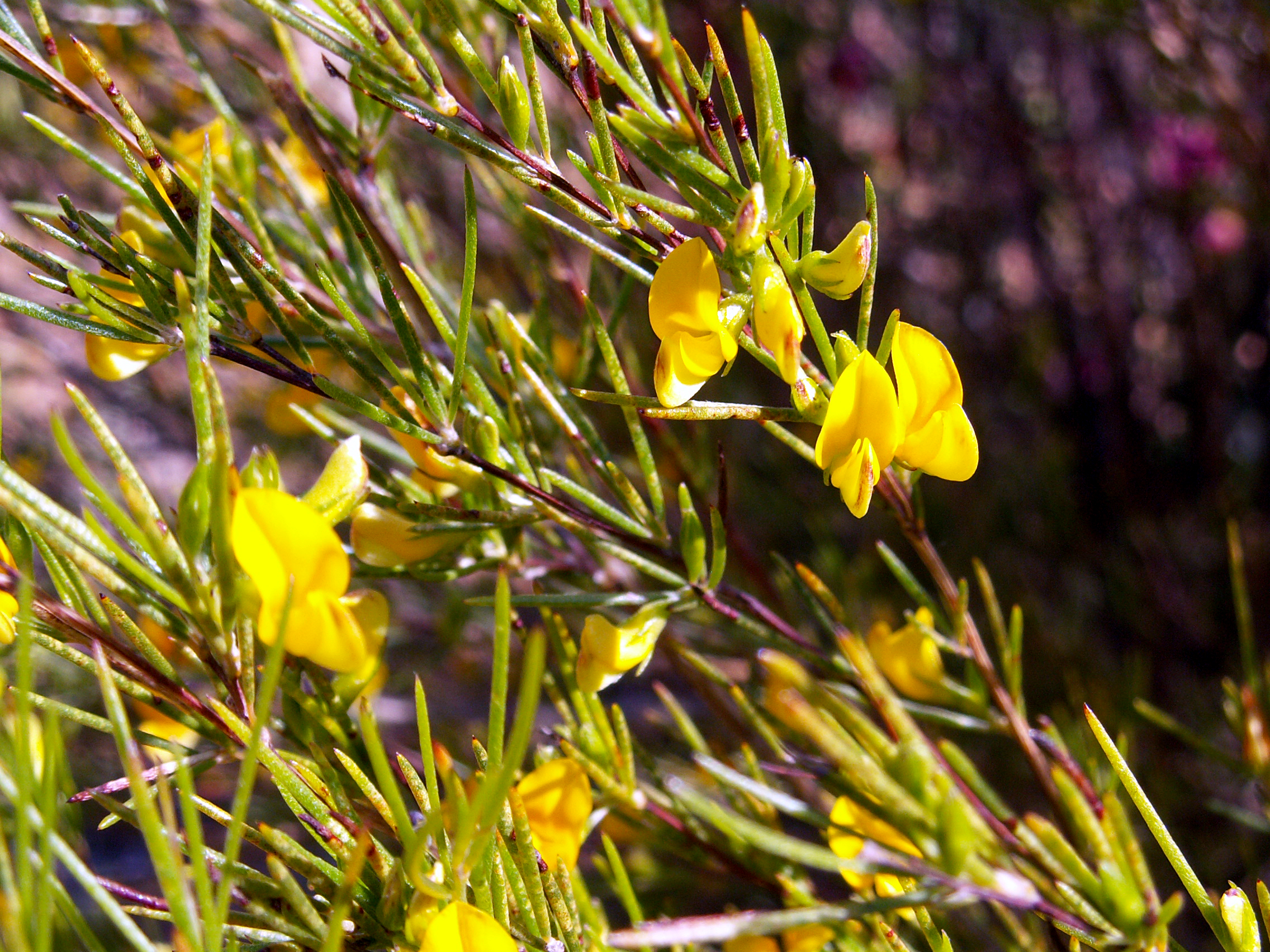
Aspalathus linearis.

###### Rooibos (Aspalathus linearis)
A planta africana Rooibos (Aspalathus linearis), comumente utilizada para chás e valorizada pela sua importância na fixação de nitrogênio, tem sua distribuição natural restrita entre o noroeste e oeste do território sul-africano e possui 7 ecótipos observados e descritos até o momento. Suas populações se diferenciam principalmente pelo desenvolvimento da planta, variando entre arbustos, árvores e rasteiras, assim como entre domesticadas e selvagens. As variações destes ecótipos são significativamente distintas em sua forma morfológica e funcional, levando a análise de uma possível reclassificação da espécie em subespécies.

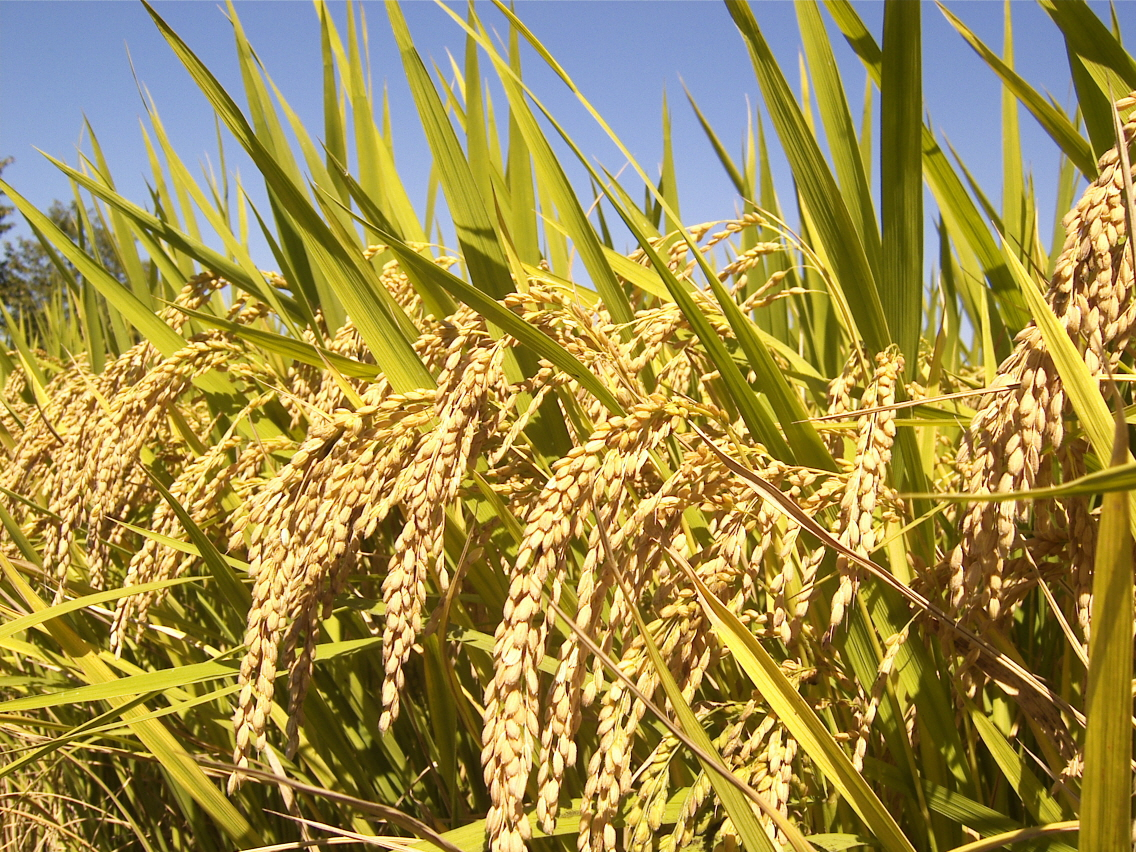
Oryza sativa

###### Arrozvermelho(Oryza sativa)

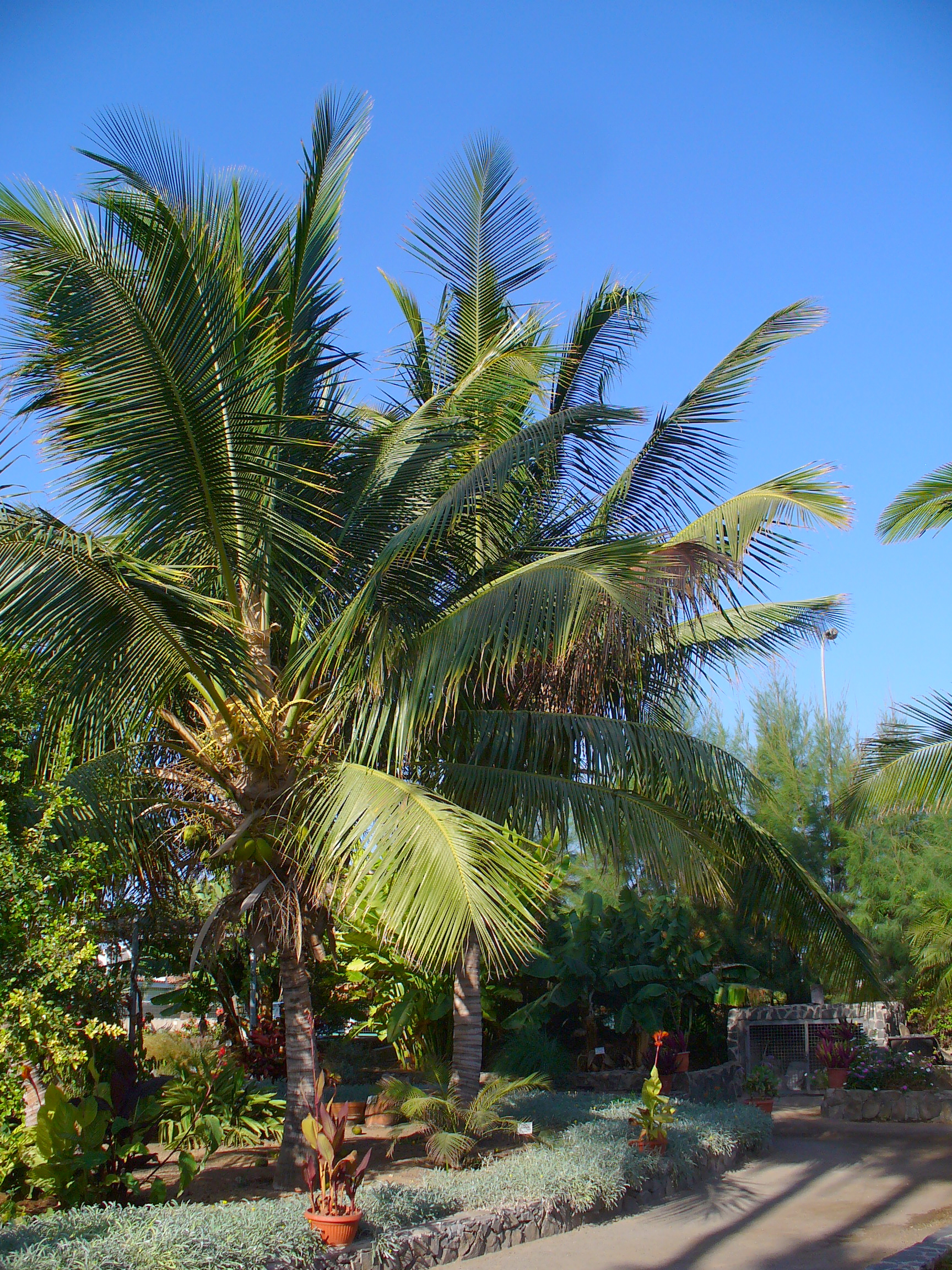
Cocos nucifera L. anão

Apesar de ser classificada como mesma espécie que o arroz comercial, em diferentes ecótipos as características morfológicas, fisiológicas e fenológicas do arroz vermelho são amplamente diversas. O crescimento e o desenvolvimento variam expressivamente entre os ecótipos em função do clima, solo e umidade do local, podendo em alguns lugares ser tratada como planta daninha devido a sua alta capacidade de desenvolvimento em ambientes secos. Em alguns casos, o combate ao arroz-vermelho como planta daninha é dificultado pela grande diversidade genética resultante de vários ecótipos que modificaram essa espécie. Em determinado ecótipo, as plantas de arroz possuem uma estatura maior, um crescimento mais acelerado e uma alta capacidade de dispersão. Em contrapartida, há também a variante que favorece o arroz vermelho a ter menor estatura, um crescimento mais lento e baixa capacidade dispersiva.

###### Coqueiro (Cocos nucifera L.)

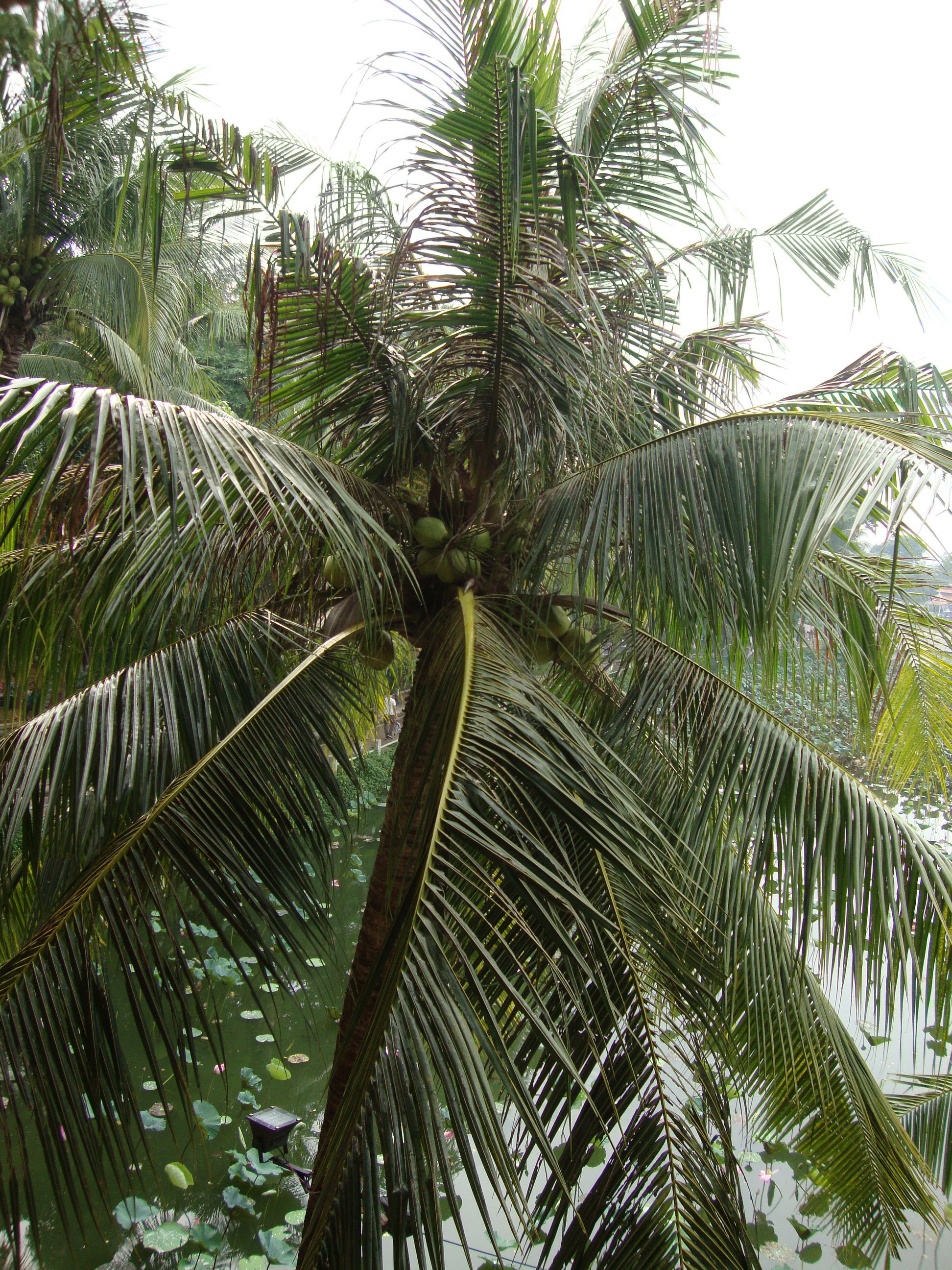
Cocos nucifera L. gigante

Cocos nucifera L. tem o fruto  pouco denso e flutua, e por isso a planta é espalhada prontamente pelas correntes marinhas que podem carregar os cocos a distâncias significativas. Análises do agrupamento (UPGMA) demonstraram a formação de três ecótipos do coqueiro (Cocos nucifera L.), dentre eles um  ecótipo com coqueiros anões, um ecótipo com coqueiros asiáticos da variedade gigante, e o outro, com os ecótipos gigantes brasileiros e africanos.

### Outros exemplos
A C. canjerana é uma planta nativa encontrada em quase todas as formações vegetais do Brasil. No ano de 2000 foram encontrados ecótipos em sua subespécie polytricha, todavia uma parte dos dados não pode ser confirmada pelo método quantitativo das correlações genéticas. As diferenças significativas entre as populações da C. canjerana subsp. Polytricha se mostraram evidentes tanto pelo peso dos frutos, quanto pela altura e também com a ocorrência de “trade-offs” (algumas características consideradas vantajosas em um ambiente podem se mostrar não tão vantajosas em um ambiente diferente).
Ecótipos da planta aquática Lemna nativa da Europa, África, Ásia e América do Norte foram encontrados pelo pesquisador Bradshaw em 1963. Nesse caso, curiosamente os ecótipos foram encontrados em uma distância inferior a 10 metros de distância uns dos outros.
Em 1990 foram encontrados ecótipos da orquídea Cymbidium goeringii na Coréia, essa planta é encontrada em grande parte do Leste Asiático, como Japão, China e Coréia do Sul.
Foram identificados ecótipos de Trifolium repens L. em 1998 adaptados a diferentes concentrações de fósforo no solo pelos pesquisadores Hart & Colvillec.
Fatores climáticos e edáficos possivelmente influenciaram o surgimento de ecótipos em Poa pratensis L. e Agrostis capillaris L, descobertos em 1968 por Helgadottir & Snaydon.

## Importância da Conservação dos Diferentes Ecótipos
A devastação dos biomas em todo o mundo tem tomado dimensões alarmantes devido a possibilidade de destruição do habitat de diversas espécies podendo, eventualmente, ocasionar a extinção desta espécie.
A conservação da variabilidade dos ecótipos está intimamente ligada com a proteção de seu habitat natural, considerando-se que ambas possuem uma relação de cumplicidade e dependência. Tendo em vista a conservação destes ecótipos, principalmente aqueles já ameaçados de extinção, tem-se elaborado estratégias para a manutenção tanto da espécie como a de seu ecossistema. Uma dessas estratégias propõe medidas como evitar o plantio de sementes ou mudas em locais distantes de suas origens para evitar a perda de caracteres já adaptados a outro ambiente.

## Relação Espécie/Área
Quando um ecótipo é descaracterizado podem ocorrer mudanças na relação espécie/área, que representa o número de espécies encontradas num ambiente definido em um determinado habitat. Tais relações são usualmente estabelecidas em ilhas (habitats isolados) de diferentes tamanhos onde as ilhas maiores possuem maior tendência a ter mais espécies, mas não obrigatoriamente ilhas menores possuem menor número de espécies.